# Les Tueurs (film, 1956)
Pour les articles homonymes, voir Les Tueurs.
Pour plus de détails, voir Fiche technique et Distribution.
Les Tueurs (en russe : Убийцы, translittération: Ubiytsy) est le premier court métrage d'études d'Andreï Tarkovski (en russe, Андрей Тарковский) (noir et blanc - 19 min), réalisé en 1956 et sorti en 1958. Il s'agit d'une adaptation fidèle de la nouvelle The Killers d'Ernest Hemingway écrite en 1927, qui avait déjà été adaptée dix ans auparavant, en 1946, par Robert Siodmak dans un film homonyme avec Ava Gardner et Burt Lancaster.
 En 1964, Don Siegel en fera un remake, À bout portant.

## Genèse du film
Andreï Tarkovski a étudié à l'Institut fédéral d'État du cinéma, le VGIK, où il a eu Mikhail Romm comme professeur. En 1956, l'ensemble des œuvres d'Hemingway venait d'être publié en Union soviétique. Pour ce film d'étude, Mikhail Romm demanda un tournage uniquement en intérieur avec un petit nombre d'acteurs et basé sur une histoire dramatique. Tarkovski décida alors d'adapter cette nouvelle « d'une vérité particulièrement profonde », selon lui, en collaboration avec Marika Beiku et Alexandre Gordon. C'est la première fois que le VGIK acceptait l'adaptation d'une œuvre étrangère. Mikhail Romm a fortement louangé le film.

## Production
En raison du manque d'équipement du VGIK, les étudiants devaient travailler à la réalisation de leurs films d'études par groupe de deux ou trois. L'idée d'adapter la nouvelle d'Ernest Hemingway vient de Tarkovski. Tous les rôles ont été joués par des étudiants, ainsi que la caméra et l'éclairage qui ont été assurés par Alfredo Álvarez et Aleksandr Rybin.
Beiku, Gordon et Tarkovski ont monté un bar américain - symbole de dépravation - dans un studio de l'école, et qui est vite devenu une attraction pour les étudiants. Les accessoires du bar ont été apportés par les étudiants, Tarkovski apportant une horloge murale et la petite valise de sa grand-mère.

## Synopsis
Le film Les Tueurs est divisé en trois tableaux, le premier et le troisième étant dirigés par Tarkovski et dans une moindre mesure par Beiku, le deuxième par Gordon.
Premier tableau
Une petite ville des États-Unis, dans les années 1920, Nick Adams mange dans un petit restaurant. Deux tueurs, tout habillés de noir, y pénètrent et expliquent à George, le tenancier, qu'ils recherchent le boxeur Ole Andreson afin de le tuer. Ils ligotent Adams et le cuistot noir. Trois clients entrent successivement dans la salle et sont renvoyés par George. Le deuxième client est joué par Tarkovski lui-même qui entre en sifflant Lullaby of Birdland.
Deuxième tableau
Adams se rend chez Andreson qui se terre dans une petite pièce et le met en garde, mais celui-ci est résigné et refuse de s'enfuir.
Troisième tableau
Adams retourne au restaurant et informe George de la décision d'Andreson.

## Commentaires
Tarkovski a créé de longues pauses dans son film, générant beaucoup de tensions, encore accentuées du fait que la bande son ne comporte pas d'airs musicaux, à part le morceau sifflé Lullaby of Birdland.

## Fiche technique
- Genre : film noir
- Réalisation : Andreï Tarkovski, Alexandre Gordon, Marika Beiku
- Supervision : Mikhail Romm (professeur de réalisation au VGIK) et Alexandre Galperine (professeur de photographie au VGIK)
- Scénario : Andreï Tarkovski, Marika Beiku, d'après la nouvelle The Killers (ou The Matadors, lors de sa parution initiale), d' Ernest Hemingway, tirée du recueil Men Without Men, Modern Library, New York 1927, 10 pages
- Directeurs de la photographie : Aleksandr Rybin, Alfredo Álvarez
- Musique : aucune, à l'exception de Lullaby of Birdland, de George Shearing (1952) chanson sifflée par Tarkovski lui-même, dans le rôle du second client
- Production: Institut national de la cinématographie (VGIK)
- Distribution en France : Ciné Vidéo Films (VHS)
- Distribution aux USA : The Criterion Collection (DVD, 2008)
- Procédé : 35mm (positif & négatif), Noir et blanc, 1 x 1.37, son mono
- Durée : 19 minutes
- Sortie en URSS : 1958

## Distribution
- Vassili Choukchine : Ole Andreson, le boxeur
- Yuri Dubrovin : le premier client
- Youli Fait : Nick Adams, un jeune client et ami de George
- Alexandre Gordon : George, le tenancier du bar
- Vadim Novikov : Max, un tueur
- Andreï Tarkovski : le deuxième client
- Valentin Vinogradov : Al, un tueur
- anonyme : Sam, le cuisinier noir